# Sperchopsini
Sperchopsini es una tribu de coleópteros acuáticos en la subfamilia Hydrophilinae. La tribu contiene 24 especies en cinco géneros.

## Géneros
- Ametor
- Anticura
- Cylomissus
- Hydrocassis
- Sperchopsis